# Mesterséges mászás
A mesterséges mászás az a mászási stílus, ahol saját vagy előre elhelyezett köztes biztosítási pontokon állva, illetve húzódzkodva jutunk előre. 
A kifejezés ellentétben áll a szabad mászással, amelyben mesterséges segédeszközök használata nélkül haladunk: a szabad mászó úgy mászik, hogy csak a szikla természetes adottságait fogja és lépi meg, a kötél és egyéb felszerelés pusztán a biztosítást, azaz az esetleges leesés elkapását szolgálja. 
Általánosságban elmondható, hogy a mesterséges mászást olyan helyeken alkalmazzák, ahol a szabad mászás nehéz, vagy lehetetlen, valamint rendkívül meredek és hosszú útvonalakon, amelyek nagy tűrőképességet, fizikai és szellemi kitartást igényelnek. Noha a segédmászás kevesebb hangsúlyt fektet az atlétikai képességekre és a nyers erőre, mint a szabad mászás, a nehéz mesterséges mászások fizikai igénybevételét nem szabad alábecsülni. 
A mesterséges mászást néha tévesen a 6. osztályú mászásnak nevezik, mivel az mesterséges eszközökre támaszkodik az előrejutás során, azokat nem pusztán biztosítási célból használja. A puritánok úgy ítélik meg, hogy a mesterséges mászás nem tartozik a hagyományos 1–5. osztályú Yosemite tizedes rendszer rangsorba, amely az előrehaladáshoz a kéz és a láb közvetlenül a sziklával való érintkezését feltételezi. A mesterséges mászásnak megvan a saját rangsorolási rendszere, külön skálát használva A0-tól A5-ig. 

## Technika

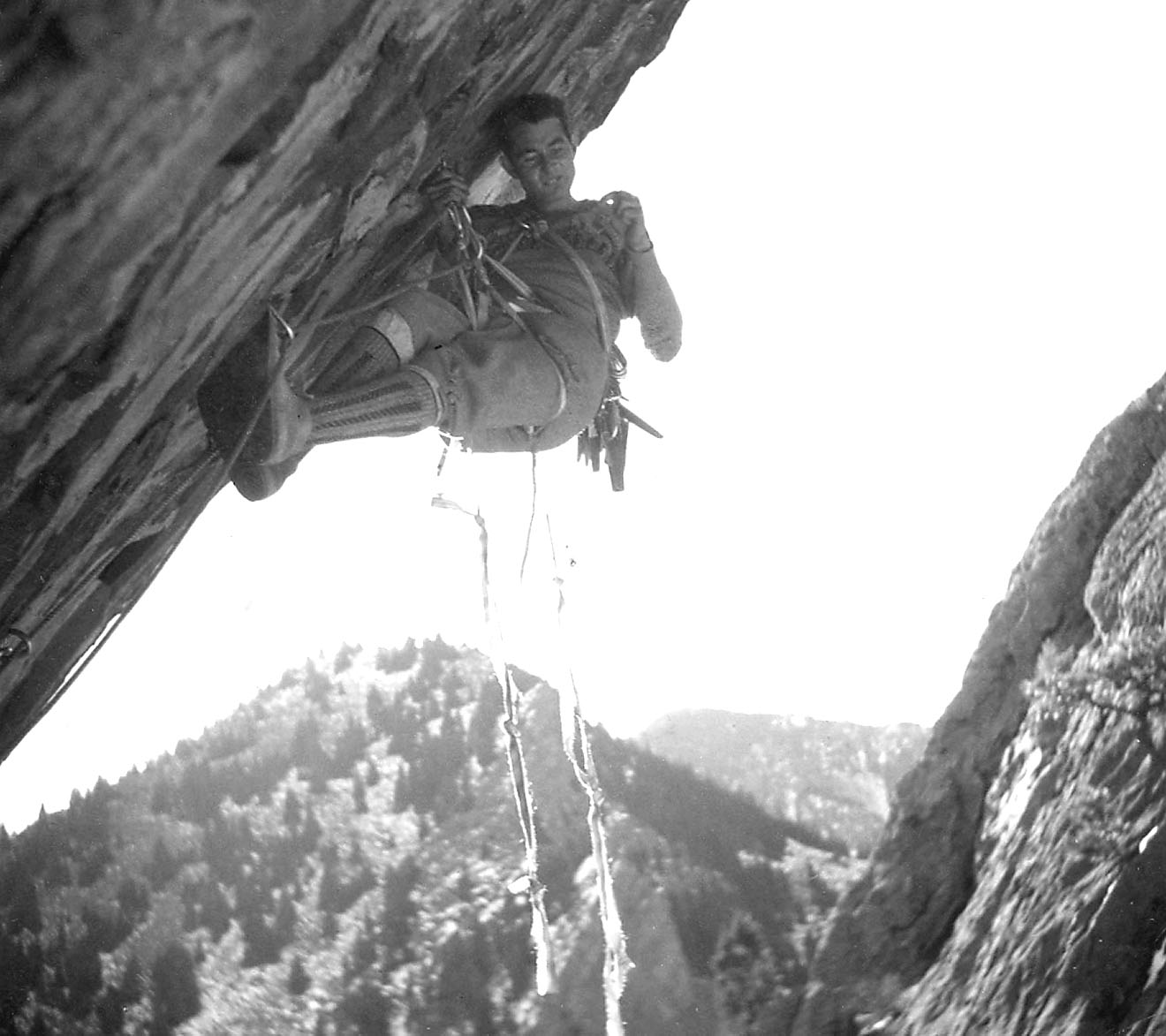
Layton Kor mesterséges mászása az Eldorado-kanyonban az első megmászás során, 1963-ban

Egy tipikus mesterséges mászásnál a mászó egy biztosítási pontnak nevezett helyre felszerelést helyez be egy sziklarepedésekbe vagy a szikla más természetes adottságába, majd egy trepninek is nevezett kötélhágcsót (létrához hasonló eszköz) akaszt bele, amelyen felmászva megismétli a folyamatot. 
A szabad mászáshoz hasonlóan a mesterséges mászás technikája is egy elöl mászót és egy biztosítót (másodmászót) foglal magába. Az elöl mászót egy kötél köti a biztosítóhoz, aki a standban marad, amíg az elöl mászó mászik. Az elöl mászó előrehaladtával a biztosító folyamatosan kötelet ad ki, amit az elöl mászó a mászás során elhelyezett biztosítási pontokba akaszt be. Ha az elöl mászó leesik, akkor a biztosító letöri (blokkolja) a kötelet, és feltételezve, hogy a biztosítási pontok nem jönnek ki a falból, megfogja az elöl mászó esését. Az elöl mászó, amint eléri a kötél végét vagy egy kényelmes megállási pontot, egy standot épít ki, beleterhel és rögzíti a kötelet. Ez lesz a következő kötélhossz biztosítóhelye. A másodmászó ezután felmegy a rögzített kötélen mászógépet használva, kiszedve az elöl mászó által korábban elhelyezett biztosító eszközöket. Időközben az elöl mászó kiépít egy húzórendszert, és egy másik erre a célra felhozott kötélen felhúzza a mászók felszereléseit tartalmazó húzózsákot. Ennek az alapvető technikának sok variációja lehetséges, beleértve az egyéni mesterséges mászást és a háromfős vagy annál nagyobb csapattal való mászást. 
Az 1940-es évekig a biztosítást szögek adták, amelyeket kalapáccsal és ékekkel a szikla repedéseibe rögzítettek. Manapság a mesterséges mászás lényegesen nagyobb eszköztárat használ, mint az első hegymászók által használt szögek, bár a mászás elsődleges technikája  nem sokat fejlődött. A mesterséges mászó tipikus eszköztára magába foglalja a szögeket, kampókat, a copperheadeket, ékeket, friendeket, mászógépeket, csigákat, trepniket, daisy chaineket, kalapácsokat. A friendek és más, sziklát nem károsító felszerelések feltalálása a tiszta mesterséges mászás gyakorlását eredményezte, ahol semmi nem kalapált, ami nagy előnyt jelent a népszerű útvonalak számára, amelyek tönkremennének a folyamatos kalapácsolástól. 
A legnehezebb mesterséges útvonalak gyengén biztosítottak, így a mászónak kampók vagy gyenge elhelyezések segítségével hosszú szakaszokat kell megtennie. Ezeken az útvonalakon a mászónak el kell köteleznie magát, hogy felmegy a legszélsőségesebb helyekre, hosszú és néha veszélyes eséseket kockáztatva. Ezzel szemben a mesterséges mászások túlnyomó többsége olyan népszerű szabad mászóhelyeken történik, melyeket a mászónak nagyon nehéz szabadon kimászni, de kiváló eszközelhelyezési lehetőséget kínálnak. Mivel a mesterséges mászás rendkívül lassú a szabad mászáshoz képest, ez bizonyos konfliktusokhoz vezethet a mesterséges mászók és az útvonal felszabadulását váró szabad mászók között. További feszültséget okoz a kár, amelyet a mesterséges mászás gyakran az útvonalban tesz. A kampók gyakran törnek le vagy más módon károsítanak olyan fogásokat, amelyeket az emberi kéz és a láb nem. Kezdő mesterséges mászók gyakran kényszerűen „visszapattanási tesztet” végeznek olyankor is, amikor tapasztalt mászók egy pillanat alatt felmérik a megbízhatóságot. A „visszapattanással ellenőrzött” ék eltávolításához gyakran kalapácsütésekre van szükség, amelyek tovább tágítják, és néha törik a fogásokat.

## Történelem

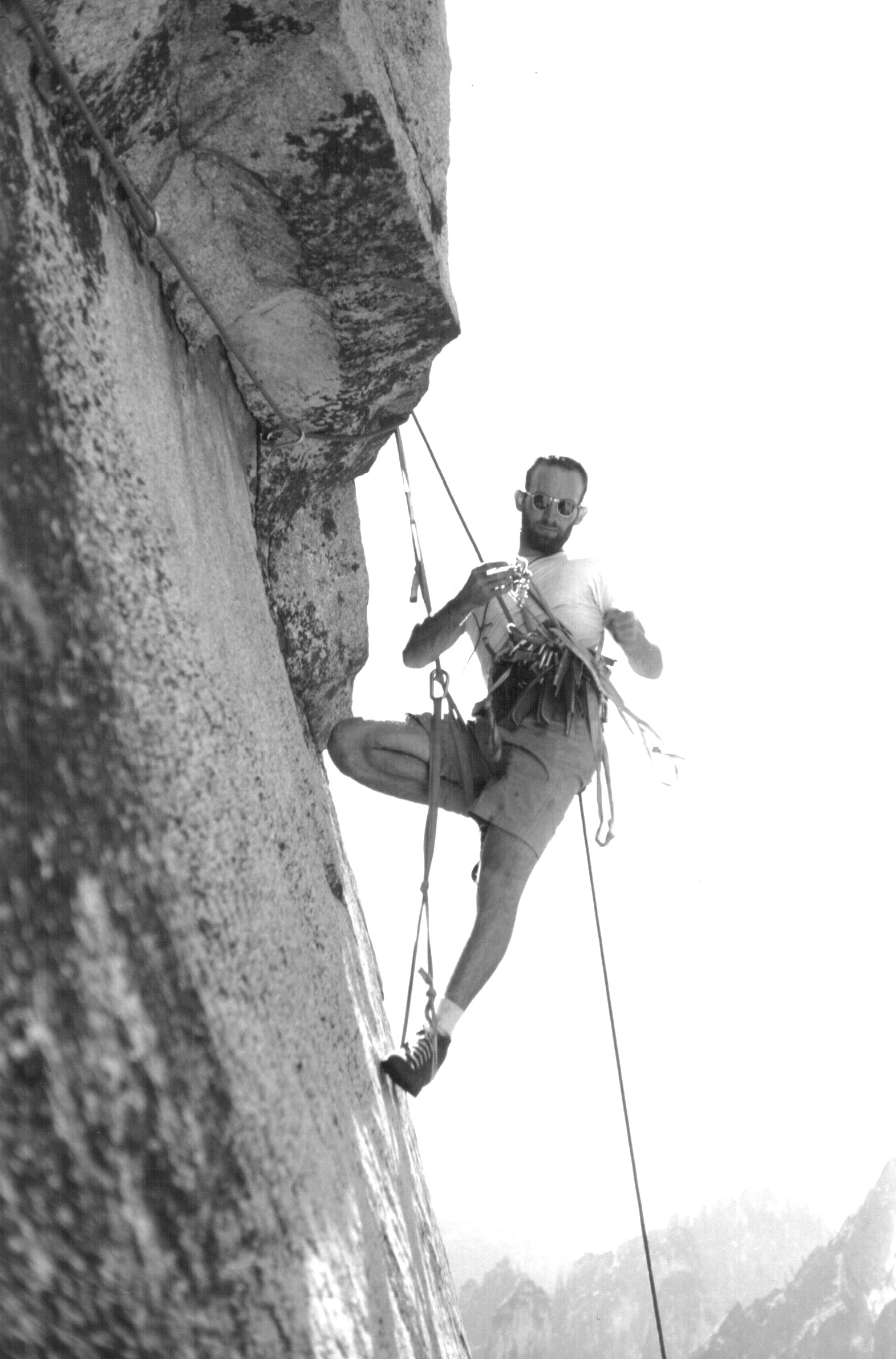
Royal Robbins mesterségesen mássza a Salathé-fal harmadik kötélhosszát az első megmászáskor, 1961-ben

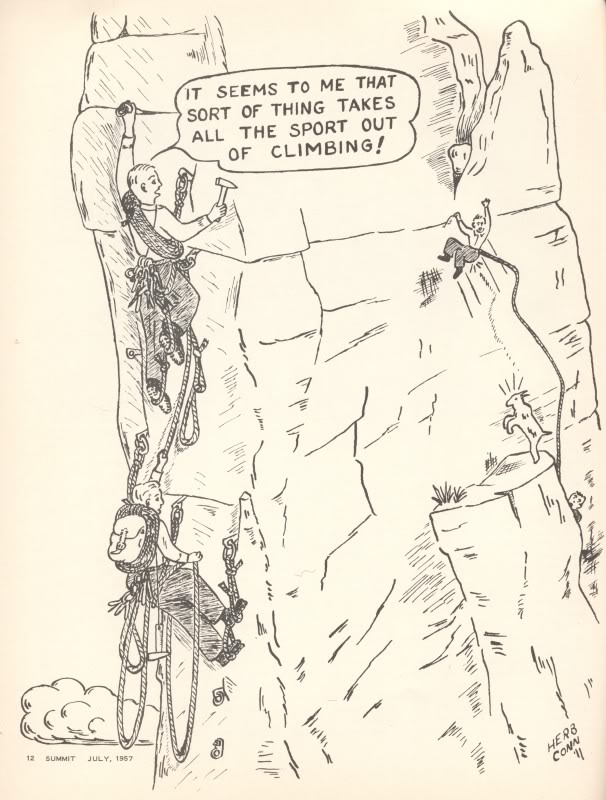
Jan és Herb Conn 1957-es rajzfilmje, amely szembeállítja a mesterséges mászást a kalandosabb szabad mászással (a modern biztosítás előtti időkből)

Kb. az 1960-as évekig a legtöbb mászóhelyen a mesterséges mászás bevett gyakorlat volt. Mivel azonban a technika és a felszerelés fejlesztése azt jelentette, hogy sok mesterséges út megkerülhetetlen volt, néhány befolyásos hegymászó elkezdte kritizálni a mesterséges mászás használatát, mivel ellentétes a hegymászás szellemével. Reinhold Messner azt írta: "A sziklafalakat már nem a mászóképesség győzi le, hanem megalázzák, kötélhosszról kötélhosszra, módszeres kézimunka segítségével... Ki szennyezte be a hegymászás tiszta forrását?" ("A lehetetlen gyilkossága" című részből) 
A szabad mászás most a mászás fő csapásiránya. A mesterséges mászók azonban Messner és mások kritikájára válaszoltak olyan mászó útvonalakkal, ahol a fogások vagy a szikla jellemzőinek hiánya lehetetlenné teszi a szabad mászást a tisztán mechanikus technikák (például ismétlődő nittek) elkerülésével. 
Manapság sok olyan utat, amelyeket eredetileg mesterséges mászással oldottak meg, szabadon mássza meg a mászók új generációja, rendkívül fejlett rátermettséggel, fizikai képességekkel és jelentősen fejlett felszereléssel, beleértve a modern köteleket, nagy súrlódású gumicipőt és a modern friendeket. A mesterséges mászóutak szabad megmászásának elérésére alkalmazott technikák némelyikéről, például a kiegészítő nittek behelyezése a biztosításba (visszacsavarozás), néha azt gondolják, hogy "szennyezték a hegymászás tiszta forrását" azáltal, hogy megsemmisítették az eredeti útvonalat, ahogyan azt az első mászók megmászták. A megoldás gyakran kompromisszum, amelyben abszolút minimum nitteket adnak hozzá a szabad mászók biztonságos védelmének biztosítása érdekében, miközben nem pusztítják el teljesen az útvonal kihívását mint mesterséges mászást. Ugyanakkor, a legtöbb kompromisszumhoz hasonlóan, ez nem olyan megoldás, amely mindenkit kielégít.

## Nehézségi besorolás
Az A besorolási skála (A az angol „mesterséges” vagy „segített” szóból) magában foglalja a biztosítás elhelyezésének nehézségeit és a leesés veszélyét. Az eredeti skála zárt besorolási skála volt A0-tól A5-ig, a modern mesterségesmászók "új hullám" besorolást fogadtak el, amely tömöríti a skálát, de még mindig használja az A0–A5-öt. A C0–C5 párhuzamos skálát használták azoknak az útvonalaknak a leírására, amelyeket tiszta módon lehet mászni.  Tiszta ebben az összefüggésben olyan útvonalakra utal, amelyek kalapács és a hozzájuk tartozó szögek nélkül megmászható, még akkor is, ha az útvonal még mindig tartalmaz korábban telepített expanziós csavarokat. 
- A0 Szilárd biztosítási pontokon való mászás, gyakran trepni használata nélkül.
- A1 Könnyű mesterséges mászás, a biztosítási pontok kilazulásának veszély nem áll fenn. Biztonságos esések.
- A2 Mérsékelt mesterséges mászás. Rövid nehezen biztosítható szakaszok jól biztosítható helyek felett.
- A2 + Tartalmazhat könnyebb A3-as mozdulatokat, de nem elég nehéz ahhoz, hogy ekként besorolható legyen.
- A3 Kemény mesterséges mászás. Sok fárasztó elhelyezést tartalmaz egymás után.
- A3 + Tartalmazhat könnyebb A4-es mozgatásokat, de nem elég nehéz ahhoz, hogy ilyennek legyen besorolva.
- A4 Időigényes, összetett. Sok testtömeges elhelyezés.
- A4+ Tartalmazhat könnyebb A5-ös mozdulatokat, de nem elég nehéz ahhoz, hogy ekként legyen besorolva.
- A5 Súlyos, kemény mesterséges mászás, hatalmas esésekkel és esetleg halálos eredménnyel.

## Fordítás
Ez a szócikk részben vagy egészben  az   Aid climbing című angol Wikipédia-szócikk ezen változatának fordításán alapul.  Az eredeti cikk szerkesztőit annak laptörténete sorolja fel. Ez a jelzés csupán a megfogalmazás eredetét és a szerzői jogokat jelzi, nem szolgál a cikkben szereplő információk forrásmegjelöléseként.